# Alcàsser (Horta Sud)
Alcàsser és un municipi del País Valencià situat a la comarca de l'Horta Sud. Limita amb els termes municipals de Silla, Picassent, Beniparrell, Albal, Catarroja i Torrent.

## Geografia
Situat al sud de la ciutat de València i a la dreta de l'antic Camí Reial de Madrid. La superfície del terme és plana. El creuen els barrancs de Picassent i del Realeró. El clima és temperat; predominen els vents de ponent i llevant. Les terres de cultiu, argiloses i profundes, estan molt repartides en parcel·les. Es rega amb aigües de la Séquia Reial del Xúquer, de la font de Ninyerola i per mitjà de pous.
S'accedix a esta localitat des de València prenent la V-31.

## Història
Habitada per musulmans, hi havia una torre de defensa enderrocada als anys 1930. El rei Jaume I la va cedir a Artal de Foces, qui, després de l'expulsió dels musulmans, atorgà en 1248 la primera carta pobla per poblar-la de cristians.
El fracassat intent repoblador obligaría a admetre el retorn dels moros al 1250 pel nou senyor feudal Pere Roiç de Corella, a qui succeïren altres senyors de famílies, com la Riusech, i en 1299 la família Castellà. El 22 d'octubre de 1364, Pere el Cerimoniós va donar a Pere de Boïl la jurisdicció criminal. El senyoriu pertanyia aleshores a Vidal de Vilanova i a la seua dona Sibil·la Castellana, els quals decidiren vendre el mateix amb la torre i fortalesa d'Alcàsser al rei Pere IV, transacció que va ser succeïda sis dies després per una venda pel rei a Giner Rabassa per 60.000 sous, incloent-hi el terç delme i censos sobre les cases i els homes amb el mixt imperi. En 1400 es va tornar a vendre el senyoriu en pública subhasta, sent adquirit per Jaume Romeu, qui va aconseguir del rei Martí l'Humà una àmplia franquícia de tributs reials per als alcàssers (1404), ampliada amb el dret que el senyoriu s'integrara en la particular contribució de València, beneficiant-se d'algunes de les franquícies d'esta. En 1417 va ser comprat el senyoriu per Bernat Guillem Català, el fill del qual, Joan Guillem Catalá de Valeriola, va rebre del rei Alfons el Magnànim la plenitud de jurisdiccions que convertien Alcàsser en baronia 1443, per obtindre la suprema jurisdicció (alta, baixa, civil i criminal) i el mer i mixt imperi sobre la població. En 1446 el referit primer baró va vendre la baronia al seu cosí Galcerà de Castellà, baró de Picassent. Segons la carta de ratificació del poblament de 13 de desembre de 1417, els vassalls moros havien de contribuir amb elevades càrregues: un quart d'algunes collites, terç delme i altres drets feudals. Venuda la baronia a Joan Escrivá de Sanoguera (1484), la seua descendència es mantindria en el domini sobre el poble fins al 1722. Entre els barons d'aquesta família va estar el que va ser religiós hospitaler frei Cristòfol Sanoguera, que després de demanar la confirmació de la suprema jurisdicció en les Corts valencianes del 1604 va patir en el 1609 l'expulsió dels moriscos i despoblament de la baronia que l'obligaria en 1610 a la repoblació cristiana que es va regular per mitjà de la Carta Pobla atorgada pel baró Cristòfol Sanoguera.
Des del 1328 es constata que existia una església al poble —que, tal vegada, datava des de la conquesta—, encara que l'actual edifici es va edificar cap al 1592 i reconstruir en el 1719, acabant-se després la construcció del nou creuer i presbiterium, el 1801, al que s'afegiria en el 1816-1819 la capella de comunió dissenyada per Manuel Fornés i Gurrea, que quedaria presidida per una imatge del Crist de la Fe, de l'escultor Enric Galarza Moreno.
Altre edifici digne de comentar és el nou cementeri municipal, inaugurat el 1917. L'any 1927 s'inauguraren un interessant nou mercat municipal, d'estil modernista, i un escorxador, que va substituir a l'antic, bastit al segle XIX. Altres edificis públics significatius edificats al segle XX són la casa de la vila —imitació de l'antiga casa-castell senyorial enderrocada en 1929— i l'església de Maria Auxiliadora (1971), al barri del Raval.

### Topònim
El topònim ve del mot àrab al-qasr, 'la fortalesa' o alcassaba, i és la mateixa arrel d'altres topònims castellans o andalusos amb la paraula alcázar (Alcázar de San Juan, per exemple).

## Demografia
A data de 2022, Alcàsser tenia 10.396 habitants (INE).
| any  | habitants |
| ---- | --------- |
| 1900 | 3.200     |
| 1910 | 3.411     |
| 1920 | 3.530     |
| 1930 | 4.055     |
| 1940 | 4.368     |
| 1950 | 4.473     |
| 1960 | 4.679     |
| 1970 | 5.449     |
| 1981 | 6.555     |
| 1991 | 7.191     |
| 2000 | 7.229     |
| 2010 | 9.309     |
| 2020 | 10.196    |
| 2022 | 10.396    |

## Economia
La primera meitat del segle xix produïa fruites, blat, dacsa, prou seda (gràcies al fet que importava fulla de morera dels pobles de la Ribera) i oli d'oliva, que exportava a la capital.
A finals del segle xix i principis del segle xx, la producció dels figuerals alcasserins gaudia d'una certa fama als mercats de la comarca. Al llarg del segle xx, l'agricultura local va canviar substancialment. Tradicionalment les partides tant del pla com de la muntanya es dedicaven al secà. A més, hi existien els regadius mil·lenaris a l'Horteta, amb les aigües de la Séquia de les Fonts de Picassent i Alcàsser, i les aportacions de la Séquia Reial des del segle xviii. El 1901 es fundà la Sociedad Riegos y Alumbrados de Alcácer, que va motoritzar els pous i permeté l'extensió del conreu del taronger, que esdevingué el monocultiu predominant a totes les partides del terme.
Durant la segona meitat del segle xx, la indústria va ser el sector més dinàmic, reduint la importància de la taronja.

## Política i govern

### Composició de la corporació municipal
Desde 2023 el Ple de l'Ajuntament està format per 17 regidors. En les eleccions municipals de 28 de maig de 2023 el regidors elegits foren: 9 regidors del Partit Popular (PP), 5 regidors del Partit Socialista del País Valencià (PSPV-PSOE), 1 de Compromis per Alcàsser, 1 de Vox i 1 de EUPV-Podemos.
En les eleccions municipals de 26 de maig de 2019 foren elegits 6 regidors del Partit Socialista del País Valencià (PSPV-PSOE), 5 del Partit Popular (PP), 1 de Compromís per Alcàsser i 1 de Ciutadans - Partit de la Ciutadania (Cs).
| Eleccions municipals de 26 de maig de 2019 - Alcàsser |                                          |                                     |                                     |        |          |          |
| Candidatura | Candidatura                              | Candidatura                         | Cap de llista                       | Vots   | Vots     | Regidors |
| | Partit Socialista del País Valencià-PSOE |                                     | Eva Zamora Chanzà                   | 2.054  | 39,98%   | 6 (+1)   |
| | Partit Popular                           |                                     | Alberto Primo Llácer                | 1.551  | 30,19%   | 5 ()     |
| | Compromís per Alcàsser                   |                                     | Isabel Parra Garcia                 | 601    | 11,70%   | 1 ()     |
| | Ciutadans - Partit de la Ciutadania      |                                     | María José García Jiménez           | 358    | 6,97%    | 1 ()     |
| | Altres candidatures                      |                                     |                                     | 540    | 9,52%    | 0 ( -1)  |
| | Vots en blanc                            |                                     |                                     | 33     | 0,64%    |          |
| Total vots vàlids i regidors | Total vots vàlids i regidors             | Total vots vàlids i regidors        | Total vots vàlids i regidors        | 5.137  | 100 %    | 13       |
| | Vots nuls                                | Vots nuls                           | Vots nuls                           | 28     | 0,54%    |          |
| Participació (vots vàlids més nuls) | Participació (vots vàlids més nuls)      | Participació (vots vàlids més nuls) | Participació (vots vàlids més nuls) | 5.165  | 68,73%** |          |
| Abstenció | Abstenció                                | Abstenció                           | Abstenció                           | 2.350* | 31,27%** |          |
| Total cens electoral | Total cens electoral                     | Total cens electoral                | Total cens electoral                | 7.515* | 100 %**  |          |
| Alcaldessa: Eva Zamora Chanzà (PSPV) (15/06/2019) Per ser la llista més votada, després de no haver obtingut majoria absoluta dels regidors (6 de PSPV)       |                                          |                                     |                                     |        |          |          |
| Fonts: Ministeri de l'Interior, Junta Electoral de Zona de València. Periòdic Ara. (* No són vots sinó electors. ** Percentatge respecte del cens electoral.) |                                          |                                     |                                     |        |          |          |

### Alcaldes
Des de 2023 l'alcade d'Alcàsser és Alberto Miguel Primo Llàcer de PP.
Des de 2015 fins a 2023 l'alcaldessa d'Alcàsser és Eva Zamora Chanzà de PSPV-PSOE.
Vicent Hernández Martínez -primer alcalde després de les eleccions democràtiques- ja ho era des de 1971.
| Període                       | Alcalde o alcaldessa                        | Partit polític | Data de possessió     | Observacions          |
| ----------------------------- | ------------------------------------------- | -------------- | --------------------- | --------------------- |
| 1979–1983                     | Vicente Hernández Martínez                  | AEI            | 19/04/1979            | --                    |
| 1983–1987                     | Ricard Gil i Fabra                          | PSPV-PSOE      | 28/05/1983            | --                    |
| 1987–1991                     | Cristóbal.M. Llorens Alemany                | UV             | 30/06/1987            | --                    |
| 1991–1995                     | Ricard Gil i Fabra Javier Navarro Hernández | PSPV-PSOE      | 15/06/1991 n/d        | -- ??                 |
| 1995–1999                     | Julio Chanzá Romaguera                      | UV-CCV         | 17/06/1995            | --                    |
| 1999–2003                     | Julio Chanzá Romaguera                      | UV             | 03/07/1999            | --                    |
| 2003–2007                     | Julio Chanzá Romaguera Mª Remedios Avia     | UV PP          | 14/06/2003 19/06/2005 | Pacte de govern UV+PP |
| 2007–2011                     | Mª Remedios Avia Ferrer                     | PP             | 16/06/2007            | --                    |
| 2011–2015                     | Mª Remedios Avia Ferrer                     | PP             | 11/06/2011            | --                    |
| 2015–2019                     | Eva Zamora Chanzà                           | PSPV-PSOE      | 13/06/2015            | --                    |
| 2019-2023                     | Eva Zamora Chanzà                           | PSPV-PSOE      | 15/06/2019            | --                    |
| Des de 2023                   | n/d                                         | n/d            | 17/06/2023            | --                    |
| Fonts: Generalitat Valenciana |                                             |                |                       |                       |

## Monuments
- Església de Sant Martí Bisbe. Es va acabar el 1805, l'altar major és del segle XVII; els frescos al·lusius a Sant Martí, s'atribuïxen a Vicent López; la capella del Crist de la Fe és del 1819.
- Palau de la Baronia. L'antic palau, alçat sobre una fortalesa d'origen musulmà, va ser transformat en ajuntament.

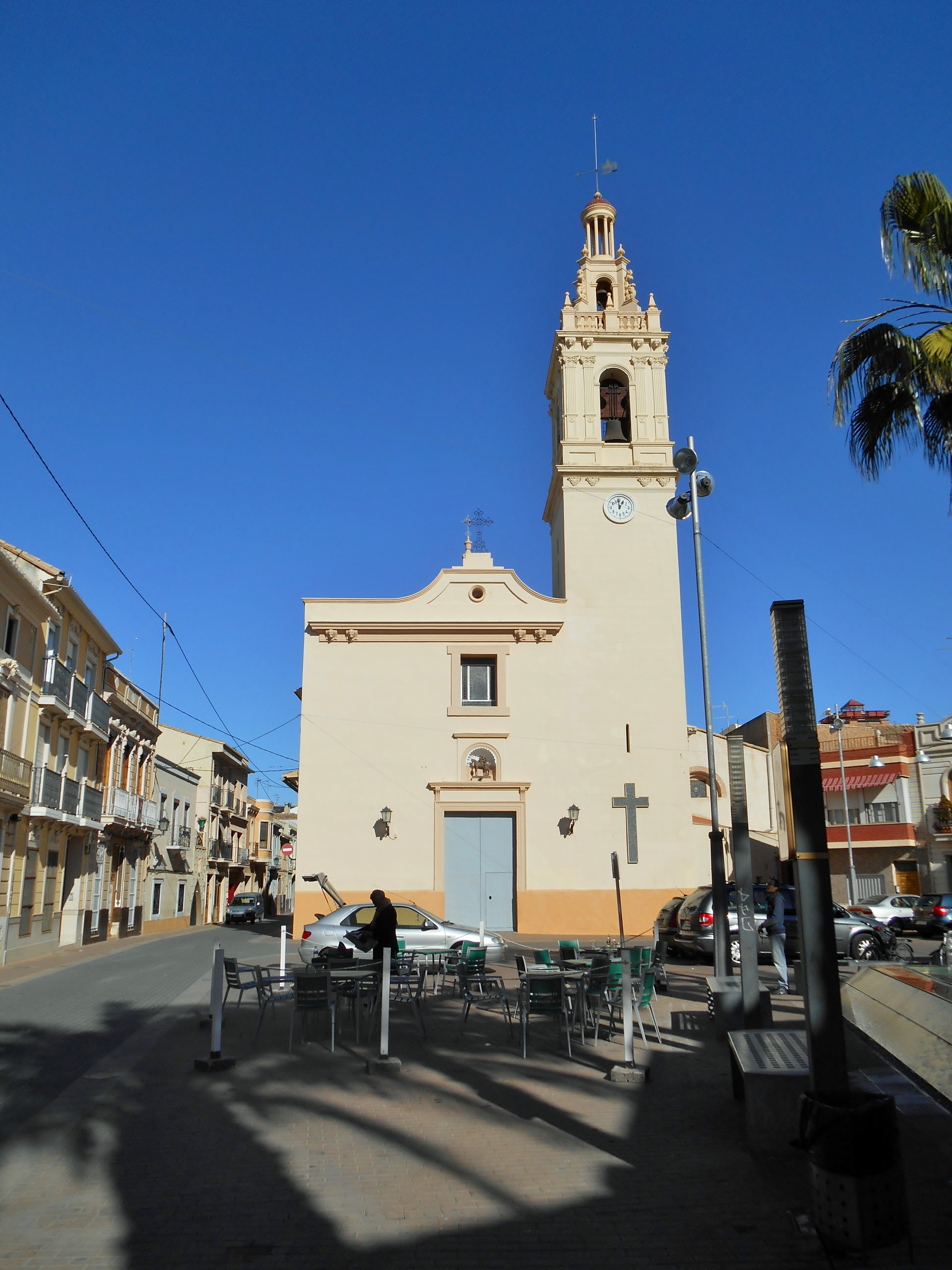
Façana de l'Església de Sant Martí Bisbe.
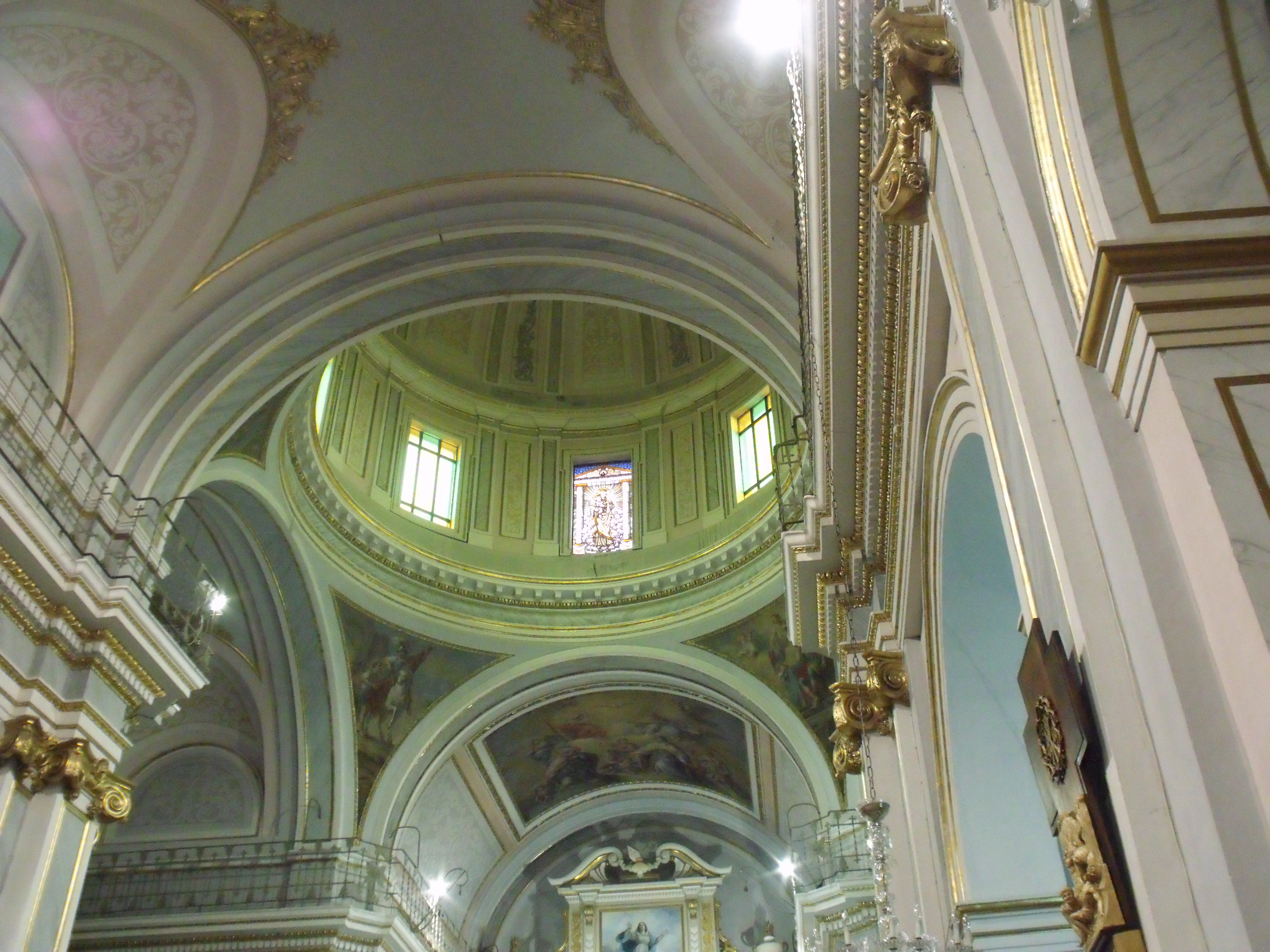
Interior de l'Església de Sant Martí Bisbe.
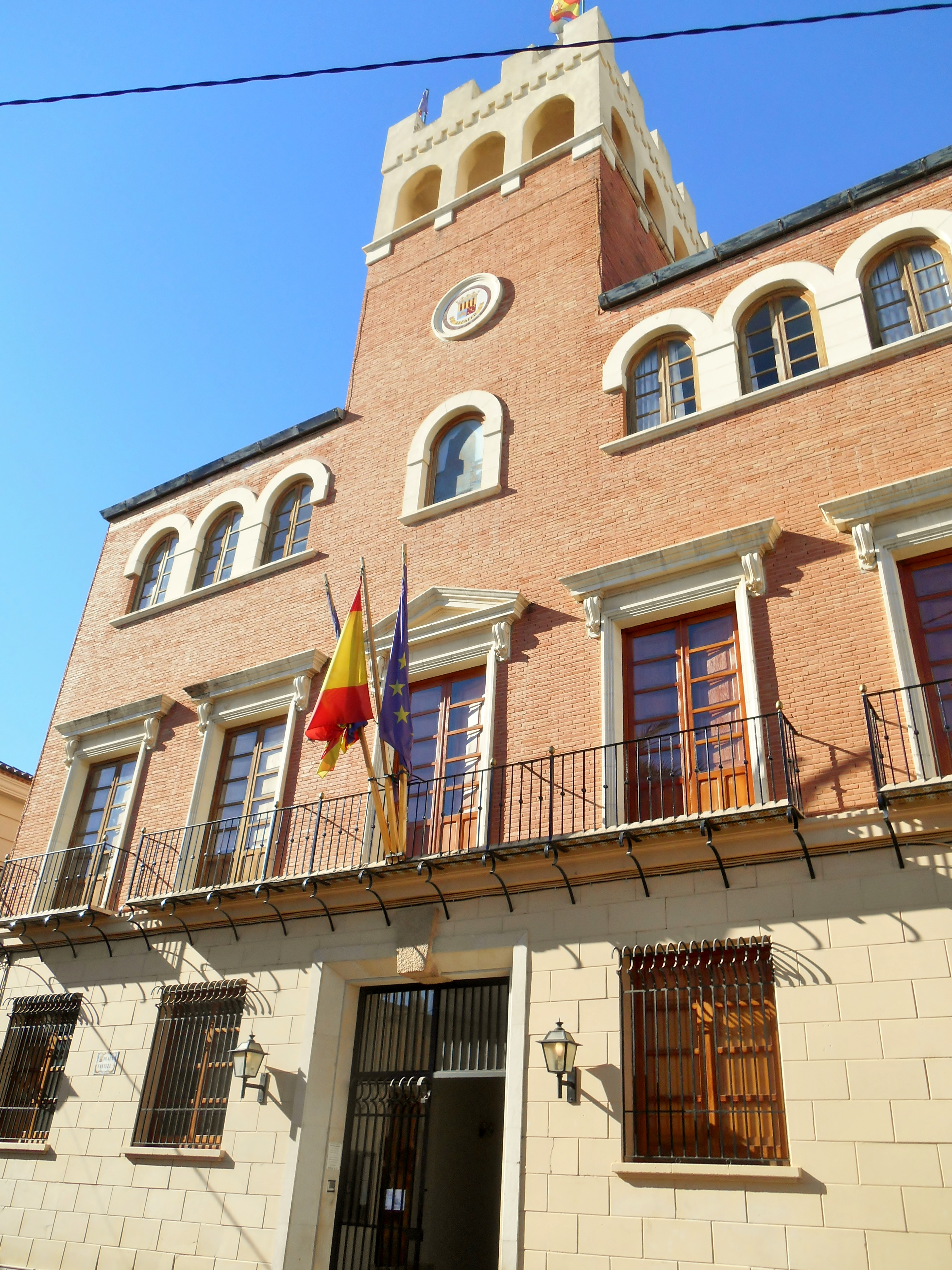
Palau de la Baronia, seu de l'ajuntament.

## Festes locals
- Mare de Déu del Carme. Se celebren festes el 16 de juliol, i als Sants de la Pedra, el 30 del mateix mes.
- Festes majors. Se celebren en la segona quinzena d'agost, en honor del Crist de la Fe.

## Fills il·lustres
- Angelino Soler Romaguera (Alcàsser, 1939). Amb 21 anys (1960), campió de la Volta Ciclista a Espanya. Va ser un ciclista professional entre 1960 i 1969.
- Sva-ters. El grup de ska del poble.
- Vicente Garcés Sanruperto (Alcàsser 1943- 2007). Neurocirurgià i sindicalista.
- Vicent Pastor i Chanzà (Alcàsser 1958 - Picanya 2016), fou un músic i activista cultural.

## Himne
L'himne d'Alcasser és el següent:
| « | Alcàsser, cantar volem amb alegria, les teues glòries i el bon treball. La fama que tu alcançares algun dia, va ser per les figues que tens de tot l'any. Saborosa fruita tu sempre seràs, que tots nosaltres ens tens molt "xiflats". Bonica, perquè el teu negre a tots encisa i eres la delícia de fadrins i casats. Visca sempre Alcàsser. Visca, Visca, Visca! | » |

## Grups musicals
Sva-ters és un grup musical d'Alcàsser.